# Anordliuitsoq
Anordliuitsoq es una localidad de la isla de Groenlandia, más exactamente del distrito de Vestgronland.
Es el segundo lugar habitado situado más al sur de todo el territorio de Groenlandia, después de Prins Christian Sund.
Se sitúa en una de las zonas más pobladas de la isla, dado que la mayor parte de la población busca los lugares más templados, y en el hemisferio norte esos lugares son los que hay hacia el sur; aun así, la zona de Anordliuitsoq es una de las más frías del planeta.
Anordliuitsoq no cuenta con salida al mar directamente, pero está en una pequeña isla; la zona en la que se sitúa está compuesta por islas e islotes, por lo tanto sí tiene mar, el gélido mar del Labrador.
Anordliuitsoq se encuentra a unos 600 kilómetros de la capital del territorio Groenlandés, Nuuk, una gran distancia, pero mayor es la que la separa del continente americano, unos 1.050 kilómetros de distancia compuestos por mar y hielo, hasta llegar a la ciudad canadiense de Hebrón.
Pero la verdadera capital del país de Anordliuitsoq es Copenhague, situada en Dinamarca, ya que Groenlandia pertenece a esta. La distancia a la capital es de 3.300 kilómetros de longitud.
El pueblo más cercano a Anordliuitsoq es Aappilattorq, a unos 9 kilómetros.
El ecuador en línea recta se sitúa a unos 6.700 kilómetros, una de las distancias más bajas del Polo Norte; aun así, sigue estando muy por encima de otros lugares del mundo como Madrid que se sitúa a unos 4.650 kilómetros.
Anordliuitsoq como se dijo antes es el 2º pueblo más al sur de la isla de Groenlandia, y se sitúa a unos 38 kilómetros del extremo.
- Datos: Q5696571